# Upplands runinskrifter Fv1992;156
U Fv1992;156 är en vikingatida runsten av grovkornig grå granit med kristallinska inslag i Husby-Ärlinghundra kyrka, Husby-Ärlinghundra socken och Sigtuna kommun. Delarna funna i kyrkogårdsmuren mellan 1984 och 2003.
Runristning, bestående av tre runstensfragment, påträffade vid skilda tillfällen i den södra kyrkogårdsmuren. Fragment "A" (1993) i den sydöstra delen och fragment "B" (1996) och "C" (1984) i den sydvästra delen.
Fragment "A" är 0,85 x 0,86 m och 0,18 m tjock och har utgjort runstenens nedre del. Fragment "B" är 0,27 x 0,25 m och 0,18 m tjock och har passning till fragment "C", vars mått är 0,72 x 0,68 x 0,49 m. "B" och "C" har utgjort runstenens övre del. Runornas höjd på de tre fragmenten varierar mellan 6,5-10 cm. Antalet runor är 55 st.
Sommaren 2003 hittades högra delen av stenens mittparti och något senare samma år ett litet stycke av stenens mitt i kyrkogårdsmuren. Fortfarande saknas ett stycke av runstenens mittparti och en stor del av dess rotparti. Delarna med inbördes passning har delvis sammanfogats. (Det mindre stycket av stenens mitt förvaras nu hos Kyrkogårdsförvaltningen.)

## Inskriften
Translitterering av runraden:
sikfastr : auk : sihfu... ...aistu : stin : þansi (a)uk ... -i(þ)...fri(þ)a : aftʀ : uifast : faþur : sia : kuþ hialbi : nuk : · ku(þ)... ... at hans ... hiuk͡ · ͡stin
Normalisering till runsvenska:
Sigfastr ok Sigfu[ss r]æistu stæin þannsi ok  [H]ið[in]friða(?) æftiʀ Vifast, faður sinn. Guð hialpi ok Guð[s moðiʀ(?)] and hans ... hiogg stæin.
Översättning till nusvenska:
Sigfast och Sigfuss (?) … reste denna sten och …frida efter Vifast, sin fader. Gud hjälpe och Gud[s moder?] hans ande. … högg stenen.
Av runa 34 bevarades nedre hälften av huvudstaven och 2 cm av en snett bistav. Runan torde ha varit en n- eller h-runa. Då kan kvinnonamnen ha varit Hiðinfriða.